# ایو برتوچی
ایو برتوچی (انگلیسی: Yves Bertucci؛ زادهٔ ۲۴ اکتبر ۱۹۶۲) بازیکن فوتبال اهل فرانسه است.
از باشگاه‌هایی که در آن بازی کرده‌است می‌توان به باشگاه فوتبال کن اشاره کرد.